# ماوریک (فیلم)
ماوریک (به انگلیسی: Maverick) فیلمی کمدی-وسترن و ۱۲۷ دقیقه‌ای به کارگردانی ریچارد دانر و با بازی مل گیبسون، جودی فاستر، جیمز گارنر، گراهام گرین، جیمز کابرن و آلفرد مولینا محصول سال ۱۹۹۴ کشور ایالات متحده است.

## بازیگران
- مل گیبسون
- جودی فاستر
- جیمز گارنر
- گراهام گرین
- جیمز کابرن
- آلفرد مولینا
- پال ال اسمیت
- کوری فلدمن
- دنی گلاور
- آرت لافلئور
- دنور پیل
- داگ مک‌کلور
- جفری لوئیس
- مارگوت کیدر
- مایکل پال چان
- ویلیام اسمیت